# I Beg of You
"I Beg of You" ("Te lo ruego") es una canción grabada  por Elvis Presley en 1957, compuesta por Rose Mary McCoy y Kelly Owens.  La versión de Elvis fue un nuevo éxito del cantante y logró ventas masivas anticipadas por un millón de copias que le atribuyeron al cantante un disco de platino.

## Grabación y edición
Elvis Presley grabó la canción el 23 de febrero de 1957 en el estudio  Radio Recorders de Hollywood, California en compañía de su banda de apoyo más asidua por esos años. Elvis realizó varias tomas de la melodía durante dos sesiones de grabación hasta que finalmente RCA editó la toma # 34 para confeccionar el máster. I Beg of You fue cara B de un sencillo con la canción Don't en su lado A. El disco tuvo ventas anticipadas que hicieron a Elvis acreedor de un disco de platino en 1958 cuando los temas se lanzaron al mercado. 
En abril de 1959 RCA también editó el EP "A Touch of Gold vol. I" que contenía además de I Beg of You, los temas "Hard Headed Woman". "Good Rockin’ Tonight" y una vez más  "Don't".  Por otro lado los dos temas del sencillo se incorporaron al popular y exitoso álbum compilado 50,000,000 Elvis Fans Can't Be Wrong. 
I Beg of You entró en las listas del Billboard Hot 100 alcanzando la posición # 8 y del Billboard Hot Country Singles logrando una posición más elevada aún en el # 4. 

## Músicos de la grabación
- Elvis Presley - voz
- Scotty Moore - guitarra eléctrica
- Bill Black - contrabajo
- Dudley Brooks - piano
- The Jordanaires - coros
- D. J. Fontana - batería [1]

## Listas
| Listas (1958)                    | Posición alcanzada |
| -------------------------------- | ------------------ |
| US Billboard Hot 100             | 8                  |
| US Billboard Hot Country Singles | 4                  |

## Lírica
La letra hace referencia a un pedido desesperado convertido en un ruego, el cual dá título a la canción,  de un joven hacia su interés amoroso para que le prometa que siempre le será fiel y lo amará, advirtiéndole a ella sobre lo frágil que él es a nivel emotivo por lo cual no podría soportar que ella le rompiese el corazón. "Hold my hand and promise, That you'll always love me true, Make me know you'll love me" 